# Ponce Vela de Cabrera

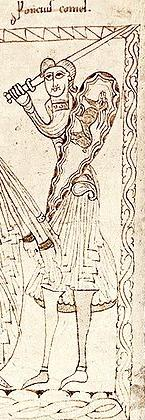
(Poncius comes), Ponce Giraldo de Cabrera, abuelo de Ponce Vela de Cabrera, en el Privilegium Imperatoris, probablemente la primera representación de las armas de los Cabrera

Ponce Vela de Cabrera, también conocido como Ponce Vélaz de Cabrera (m. 24  de septiembre de 1202), fue un noble leonés que desempeñó un papel importante durante el reinado de Alfonso IX. Del matrimonio de uno de sus hijos, Pedro Ponce de Cabrera, con Aldonza Alfonso de León, surge la casa y el apellido Ponce de León.

## Vida
Fue hijo de Vela Gutiérrez, a su vez hijo del conde Gutierre Bermúdez y de Toda Pérez de Traba, hija del conde Pedro Froilaz, y de Sancha Ponce de Cabrera, hija de Ponce Giraldo de Cabrera y de su primera mujer Sancha Núñez. Tuvo varios hermanos, Fernando, Pedro, María y Juan Vela.
Aparece en la documentación a partir de 1176 y desde entonces, confirmó varios diplomas reales. Fue alférez del rey Alfonso IX en 1185 y 1186 y en este último año el rey le concedió las tenencias de Mansilla y de otras ciudades y comarcas que habían sido gobernadas por sus parientes el conde Suero Bermúdez y Pedro Alfonso, incluyendo Tineo y Babia, Gozón, y Cabezón. También fue tenente en Mayorga, Zamora, y El Bierzo.

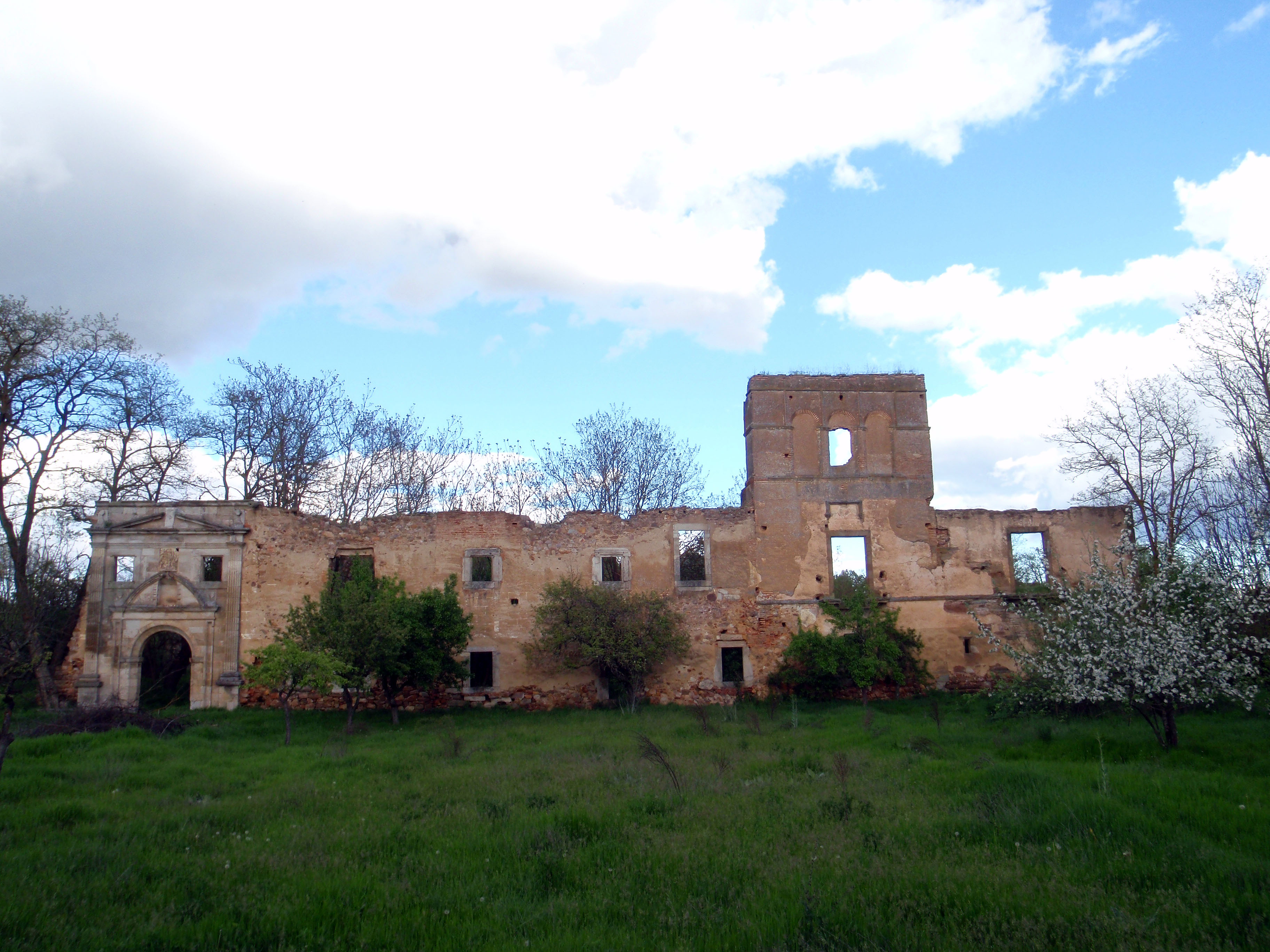
Ruinas del monasterio de Santa María de Nogales

Falleció el 24 de septiembre de 1202 y recibió sepultura en el monasterio de Santa María de Nogales en San Esteban de Nogales que fundaron sus padres.

## Matrimonio y descendencia
El conde Ponce Vela contrajo matrimonio con Teresa Rodríguez Girón, hija de Rodrigo Gutiérrez Girón y de su primera esposa María de Guzmán. De este matrimonio nacieron:
- Juan Ponce de Cabrera
- Fernando Ponce de Cabrera
- Pedro Ponce de Cabrera (m. entre 1248 y 1254), de su matrimonio con Aldonza Alfonso de León surge la casa de Ponce de León.